# Sotìr Ferrara
Sotìr Ferrara (Piana degli Albanesi, 5 dicembre 1937 – Piana degli Albanesi, 25 novembre 2017) è stato un vescovo cattolico particolare (eparca) italiano di etnia arbëreshe della Chiesa cattolica italo-albanese.

## Biografia
Sotìr Ferrara nacque a Piana degli Albanesi il 5 dicembre 1937. Dopo gli studi per la preparazione al sacerdozio, il 19 novembre 1960 fu ordinato presbitero dall'eparca di Piana degli Albanesi Giuseppe Perniciaro.
Insegnò matematica e si specializzò nella melurgia bizantina della tradizione albanese di Sicilia. Fondò e diresse la Corale San Demetrio e fu presidente nazionale dell'Associazione culturale oriente cristiano (ACIOC).
Il 15 ottobre 1988 papa Giovanni Paolo II lo nominò eparca di Piana degli Albanesi. Ricevette la chiritonia episcopale nella cattedrale di Piana degli Albanesi il 15 gennaio successivo dall'arcivescovo Myroslav Marusyn, segretario della Congregazione per le Chiese orientali, coconsacranti l'esarca apostolico di Grecia Anárghyros Printesis e l'eparca di Lungro Ercole Lupinacci.
In seno alla Conferenza Episcopale Italiana fu membro della Commissione per l'Ecumenismo e il Dialogo.
L'8 aprile 2013 papa Francesco accettò la sua rinuncia al governo pastorale dell'eparchia per raggiunti limiti d'età.
Morì a Piana degli Albanesi il 25 novembre 2017 all'età di 79 anni. Le esequie si tennero il 27 novembre nella cattedrale di Piana degli Albanesi.

## Genealogia episcopale
La genealogia episcopale è:
- Patriarca Geremia II Tranos
- Arcivescovo Michal Rahoza
- Arcivescovo Hipacy Pociej
- Arcivescovo Iosif Rucki
- Arcivescovo Antin Selava
- Arcivescovo Havryil Kolenda
- Arcivescovo Kyprian Žochovs'kyj
- Arcivescovo Lev Zaleski
- Arcivescovo Jurij Vynnyc'kyj
- Arcivescovo Luka Lev Kiszka
- Vescovo György Bizánczy

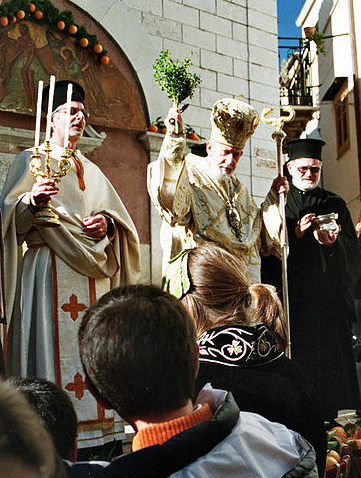
Piana degli Albanesi, benedizione dell'eparca Sotir Ferrara durante la festa dell'Epifania nel 2007

- Vescovo Inocențiu Micu-Klein, O.S.B.M.
- Vescovo Mihály Emánuel Olsavszky, O.S.B.M.
- Vescovo Vasilije Božičković, O.S.B.M.
- Vescovo Grigore Maior, O.S.B.M.
- Vescovo Ioan Bob
- Vescovo Samuel Vulcan
- Vescovo Ioan Lemeni
- Arcivescovo Spyrydon Lytvynovyč
- Arcivescovo Josyf Sembratowicz
- Cardinale Sylwester Sembratowicz
- Arcivescovo Julian Kuiłovskyi
- Arcivescovo Andrej Szeptycki, O.S.B.M.
- Arcivescovo Ivan Bučko
- Arcivescovo Myroslav Marusyn
- Eparca Sotìr Ferrara